# Figueira Champions Classic
La Figueira Champions Classic és una cursa ciclista d'un sol dia que es disputa a la Regió del Centre de Portugal. La primera edició es va disputar el 2023 i formà part del calendari de l'UCI Europe Tour en categoria 1.1. El 2024 passà a la categoria UCI ProSeries.

## Palmarès
| Any  | Vencedor        | Segon           | Tercer              |
| ---- | --------------- | --------------- | ------------------- |
| 2023 | Casper Pedersen | Rune Herregodts | Marijn van den Berg |
| 2024 | Remco Evenepoel | Vito Braet      | Simone Velasco      |
| 2025 | António Morgado | Paul Magnier    | Mathias Vacek       |